# Kapucijnenklooster (Aarschot)

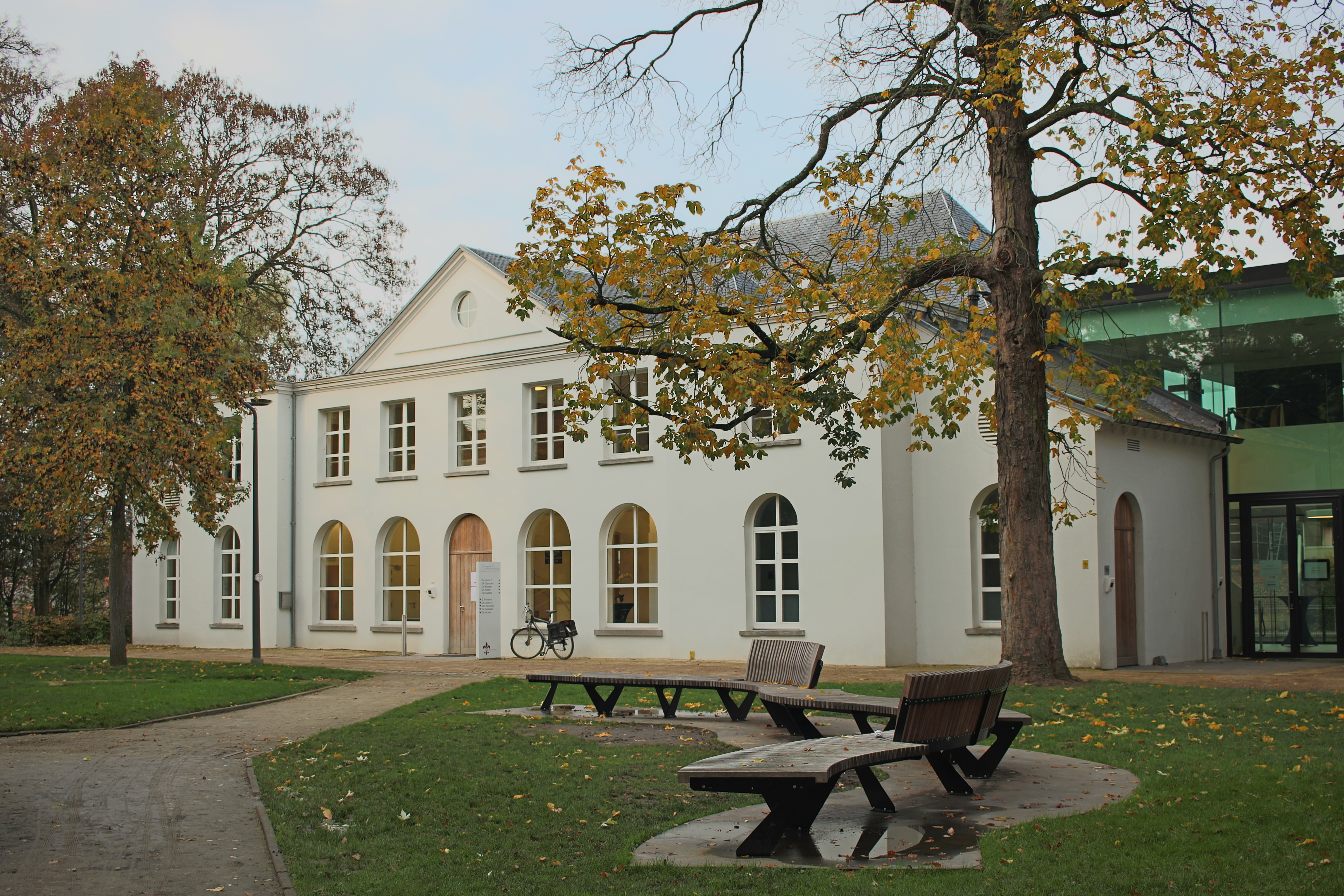
Kapucijnenklooster

Het Kapucijnenklooster is een voormalig klooster in de Vlaams-Brabantse stad Aarschot, gelegen aan Stadspark 1.

## Geschiedenis
Het klooster werd in 1686 gesticht. Het lag aanvankelijk binnen een meander van de Demer dus vanuit de binnenstad gezien aan de overzijde. De meander werd in 1890 afgesneden.
In 1796 werd het klooster ontruimd en publiekelijk verkocht. In 1822 was het merendeel van het klooster, waaronder de kloosterkerk, al gesloopt. Slechts de noordelijke vleugel bleef bewaard. In 1830 was het domein in bezit van de advocaat Nicolaus Drugman. Er werd een parkachtige tuin aangelegd.
Het domein werd aangekocht door de gemeente om in 1920 onderdeel te worden van het Stadspark. In 1950 werd de afgesneden meander gedempt.
De nog aanwezige kloostervleugel, in gebruik geweest als woonhuis en later als een openbaar gebouw, heeft een 18e-eeuwse kern maar een 19e-eeuws neoclassicistisch uiterlijk.